# Yacimiento de Ediacara
El yacimiento de Ediacara (pronunciación en inglés: //ˌiːdiˈækərə// EE-dee-AK-ər-ə) es un yacimiento paleontológico que ha proporcionado una de las principales pistas sobre la vida de los últimos tiempos del Precámbrico, y que por su riqueza fósil fue tomado como representativo de la biota del período geológico Ediacárico. Descubierto en 1946, por el geólogo australiano Reginald C. Sprigg cuando exploraba el norte de los montes Flinders a 650 km de la capital Adelaida, conocida como Ediacara Hills («colinas Ediacara»). El conjunto de organismos que dio lugar a los fósiles allí encontrados se conoce como «fauna de Ediacara».
El Ediacárico es un período geológico nombrado así por este yacimiento, fue aceptado oficialmente en el 2004 por la Unión Internacional de Ciencias Geológicas (IUGC, International Union of Geological Sciences). Es parte de la era Neoproterozoico, que a su vez es la parte final del eón Proterozoico. Abarca desde 635 a 542 Ma.

## Importancia
Esta es la evidencia fósil más antigua que se tiene de organismos pluricelulares con tejidos diferenciados, y data hace unos 600 Ma. Tras su descubrimiento se han encontrado fósiles similares en todo el mundo. En este yacimiento se ha encontrado una gran variedad huellas y moldes de partes blandas de diversos seres vivos, algo que no suele ocurrir frecuentemente, dada la dificultad que tienen estas partes para fosilizar. Algunas llegan a medir más de un metro. Lo más sorprendente de esta «primera fauna» es la gran diferencia que presentan con la morfología de organismos posteriores: abundan las formas planas con simetrías radiales o espirales de tres o cinco radios; y los organismos con simetría bilateral (los más abundantes en épocas posteriores) escasean. Esto ha llevado a proponer que Ediacara fue un «experimento evolutivo fallido», un momento en el que aparecieron gran cantidad de novedades evolutivas (sobre todo morfológicas) que no tuvieron éxito al adaptarse al medio. Esto queda demostrado por la dificultad de encontrar seres vivos similares en fósiles de épocas posteriores.

## Hipótesis sobre su formación
Todavía la fauna de Ediacara nos sigue resultando desconocida en su mayor parte, incluso en sus aspectos más elementales: por ejemplo, el metabolismo. Una hipótesis, que parece bastante acertada pero aun así causa polémica, sobre esta fauna, propone que estos organismos no eran animales (organismos eucariotas pluricelulares con tejidos diferenciados) sino organismos procariotas formados por varias células, sin cavidades internas ni tejidos diferenciados.
Además, en los últimos años se están descubriendo pruebas que avalan una importante perturbación global del ciclo del carbono al final del Proterozoico, es decir, coincidiendo con la brusca desaparición de la fauna de Ediacara. No se conoce aún la causa de la breve y fuerte irregularidad en el carbono que aparece en el registro fósil de esa época, aunque es muy similar a otras variaciones que están vinculadas a las grandes extinciones en masa del Fanerozoico. Así, el final de la aún misteriosa fauna de Ediacara pudo haber estado unido con un fenómeno breve y catastrófico, que hizo desaparecer a la gran mayoría de estos organismos complejos, abriendo el camino a la gran «explosión de vida» que marca el inicio del Fanerozoico: la llamada «explosión cámbrica».

## Topónimo
El nombre «Ediacara» es de origen controvertido proveniente de una de las lenguas aborígenes próxima al área de los montes Flinders. Aparece por primera vez en un escrito a mediados del siglo XIX. Antiguas fuentes australianas sugirieron que el nombre Ediacara o Idiyakra puede derivarse de un término aborigen asociado con un «lugar cerca del agua», o bien ser la deformación de Yata takarra («suelo pedregoso»).